# Mirza Muhammad Haidar Dughlat
Мirza Мuhammad Haidar Dulati (kirgizijsko. Мырза Мухаммед Айдар дуулат; uzbeško Mirzo Muhammad Haidar Dug'lot) (1499—1551) je bil turškega porekla, avtor številnih zgodovinskih del iz 16. stoletja, ki jih je pisal v perzijščini in čagatajščini, velik turkestanski državnik in vojaški vodja srednjeveške države Мogulskega cesarstva. Umrl je leta 1551 v boju s kašmirskimi gorskimi plemeni in je pokopan v grobnici Gorstan e Šahi v Šrinagarju.

## Življenjepis
Muhammad Haidar Dulati sin Muhammad Hussain Guragana je izviral iz mogulskega plemstva, plemena Dulat, njegova družina je uživala dedne privilegije, prejete od Čagataidov, vodja klana je bil dedni emir državno-plemenske entitete Manglai-Sube od vključitve Kašgarja v ulus Čagataja. Naslov „Guragan“ je izpeljanka mongolske besede „kurugen“ ali „hurgen“, „zet“, „kanov zaročenec“. To je pomenilo, da je nosilec tega naslova povezan z Džingisidi in je lahko svobodno živel in deloval na svojih posestih.
Oče Muhameda Haidarja Dulatija - Muhammad Hussain Guragan je bil zet mogulskega kana - Sultana-Mahmud Kana (1487-1508), mati Muhammad Haidarja, Hub Nigar Kanima, je bila najmlajša hči  - Sultan Junus Kana (1462-1487) in sestra matere Baburja in Kutluk Nigar Kanima.
Muhammad Haidar Dulati se je rodil okoli leta 1499 v Taškentu, kjer je živela njegova družina, nekaj let je upravljal regijo Ura-Tjube.
Oče Dulatija, Muhammed Husain, je že od otroštva prijateljeval s sultanom Mahmudom Kanom in je bil približno dve leti na dvoru Timurida Omar-Šaika, očeta Zahir ad-Din Muhammad Baburja. Pozneje je bil guverner sultana Mahmuda Kana v Ura-Tjubeju in je bil dolgo časa z njim v Taškentu. Ko so Šeibanidi osvojili Taškent, je pobegnil v Kara-Tegin k Husraušahu. V Kabulu je bil vpleten v zaroto proti Baburju, iz ljubeznivih občutkov mu je slednji prizanesel, toda Muhamed Husain se je moral vrniti v Fergano. V Fergani je bil po ukazu Šeibani-kana Dulatijev oče ubit. Muhammada Haidarja Dulatija je rešil zaupnik njegovega očeta Maulana Muhamed in ga odpelje preko Buhare in Badahšana v Kabul k svojemu bratrancu - Baburju, ki ga toplo sprejme.
Leta 1512 je Muhammed Haidar Dulati odšel k drugemu bratrancu - k Sultan-Said kanu, v Andižan. Od tam se skupaj s Sultanom-Saidom kanom vrne v domovino svojih prednikov v Kašgar. Leta 1514 se je z ustanovitvijo oblasti Sultana-Saida kana v Kašgarju in ustanovitvijo nove države - "Mamlakat va Mogulije", znane tudi kot "" Jarkent Kanat "", Muhammad Haidar Dulati opravljal vojaške  in državne zadeve ter vzgajal tudi sina Sultan-Said-kana - Abdurašit Kana.
Muhammed Haidar Dulati je pod Said-kanom vodil številne vojaške akcije Jarkant kanata države v Badahšan, Kafiristan, Ladak, Tibet. Po smrti Saida kana njegov sin Abdurašit kan organizira umor številnih vplivnih predstavnikov plemena Duglat, med njimi tudi strica Dulatija. Po tem je moral Muhamed Haidar Dulati zapustiti domovino svojih prednikov. Odšel je v Indijo k Baburidom (Lahore), od koder je leta 1540 osvojil Kašmir in mu vladal v imenu Baburidov. Mirza Muhamad Haidar je v Kašmirju vladal med leti 1540 do 1551. Leta 1551 ga je po naključju ubil s puščico njegov lasten bojevnika med spopadi z gorskimi plemeni Kašmirja.
Muhammad Haidar Dulati do konca svojih dni ni opustil upanja, da se bo vrnil v domovino svojih prednikov, ki se je nahajala na sedanjem Uzbekistanu. Med sodobnimi Kirgizi obstaja pleme duulat, etnični Kazahstanci pa imajo še vedno največjo klansko in plemensko formacijo Dulat.

## Dela
- Tarikh-i-Rašidi (Zgodovina Rašidov)

Angleški prevod E. Denison Rossa je s komentarji objavil  Ney Elias leta 1895. Kitajski prevod je objavil Nacionalni inštitut za raziskave narodnosti v okviru Akademije za družbene študije Šinciang v Urumčiju, v izdaji Narodne založbe Šincianga, (1983, 2 . izdaja). To zgodovinsko delo v dveh delih predstavlja avtorjeve spomine kombinirane z zgodovino Centralne Azije, napisano v perzijščini. Mirza Muhammad Haidar je to obsežno delo, ki ga je napisal v Kašmirju takratnemu vladarju Kašgarije Abdurašid Khanu.